# Vinagre de Jerez

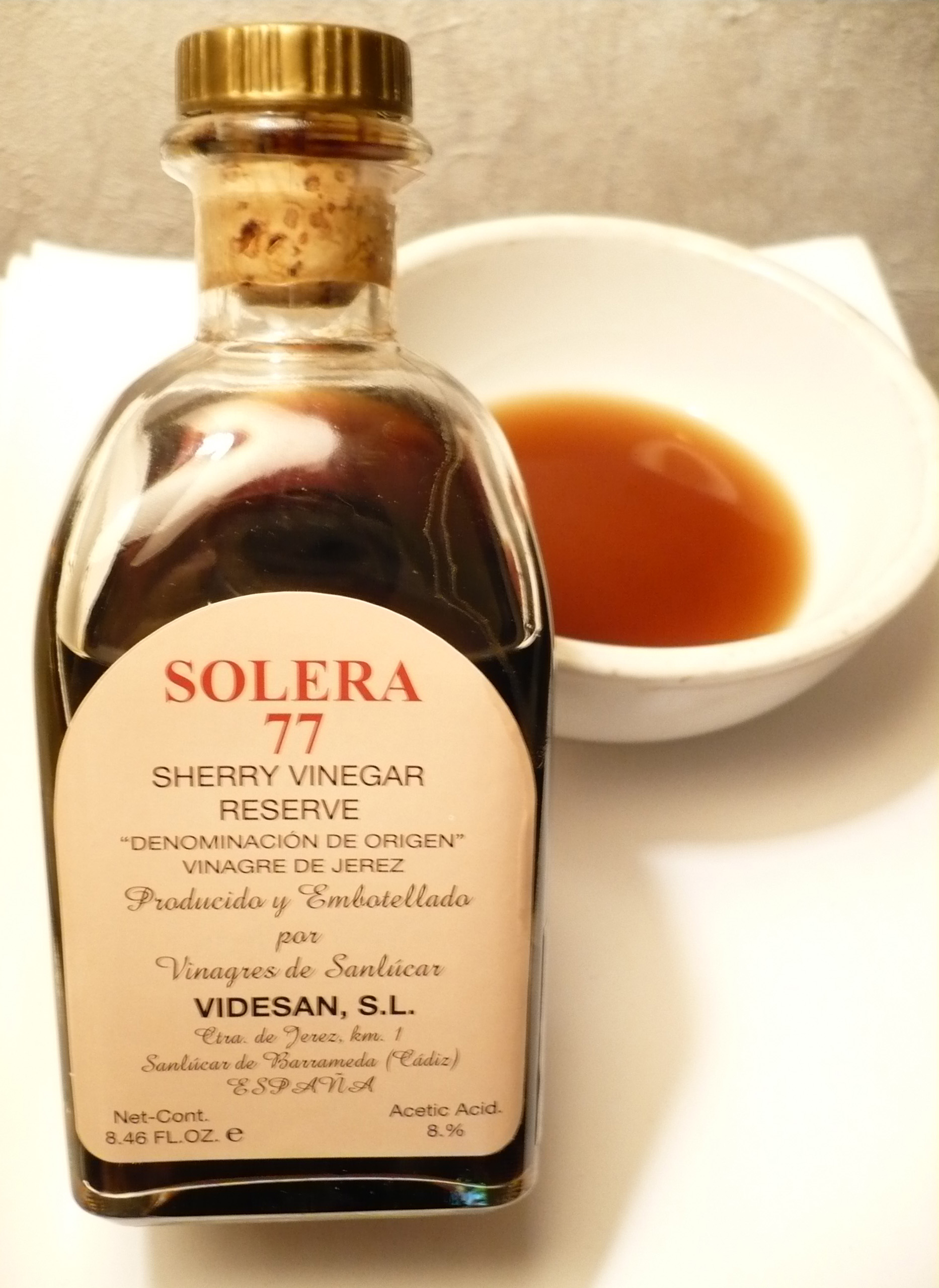
Vinagre de Jerez

Vinagre de Jerez ist ein spanischer Essig mit geschützter Ursprungsbezeichnung.

## Herkunft
Das Herkunftsgebiet umfasst die Gemeinden Jerez de la Frontera, El Puerto de Santa María, Sanlúcar de Barrameda, Trebujena, Chipiona, Rota, Puerto Real und Chiclana de la Frontera in der Provinz Cádiz und die Gemeinde Lebrija in der Provinz Sevilla. Es ist mit dem Erzeugungsgebiet des Sherry und des Manzanilla identisch.

## Herstellung
Vinagre de Jerez wird durch Essiggärung von Weinen aus dem Herkunftsgebiet gewonnen. Dabei kann es sich um Weine des jeweiligen Jahres mit ihrem natürlichen Alkoholgehalt handeln, oder um gereifte Weine mit der entsprechenden Mindestreifungszeit. Die Weine müssen gemäß ihrer Spezifikation entsprechend hergestellt worden sein und die Anforderungen bezüglich ihrer Herkunft und des önologischen Verfahrens erfüllen. Dabei darf der Alkoholgehalt durch den spontanen Beginn der Essiggärung unter die für den Wein festgelegten Grenzwerte liegen.
Der Wein wird zunächst denaturiert, indem er teilweise mit vorhandenem Essig auf einen Essigsäuregrad von mindestens 1° angesäuert wird. Bei der anschließenden Essiggärung wird der im Wein enthaltene Alkohol durch Essigsäurebakterien in Essigsäure umgewandelt. Zur Erzeugung des Vinagre de Jerez gibt es zwei mögliche Verfahren:
- Erzeugung in Bodegas de Elaboración de Vinagre genannten industriellen Anlagen, die über Essiggeneratoren verfügen, in denen der Wein durch einen gesteuerten Fermentierungsprozess in Essig umgewandelt wird.[2]
- Erzeugung in den Bodegas de Crianza y Expedición de vinagres, in denen der Gärungsprozess und die anschließende Reifung in denselben Holzfässern stattfinden.[2]

Die Reifung kann entweder nach dem klassischen Criaderas y Solera-Verfahren oder nach dem Añadas-Verfahren erfolgen.
- Im Criaderas y Solera-Verfahren wird der Essig eines älteren Jahrgangs zur weiteren Reifung mit Essig eines jüngeren Jahrgangs verschnitten. Dabei muss der gesamte Essigbestand in Holzfässern gelagert werden, die zuvor für den Reifung von Wein verwendet wurden und die ein Fassungsvermögen von maximal 1000 Litern aufweisen. In Ausnahmefällen können Holzfässern mit einem Fassungsvermögen von mehr als 1.000 Litern zulassen werden, sofern diese von historischer Bedeutung sind und schon vor der Registrierung der geschützten Ursprungsbezeichnung verwendet wurden.
- Im Añadas-Verfahrens altert der Essig eines Jahrgangs unverschnitten im Fass und kann nach einer Reifezeit von mindestens 2 Jahren mit der Angabe Añada (Jahrgang) versehen werden.[2]

Die Reifungszeit beträgt beim Vinagre de Jerez mindestens sechs Monate, beim Vinagre de Jerez Reserva mindestens zwei Jahre und beim Vinagre de Jerez Gran Reserva mindestens zehn Jahre.
Die Essige aller Verfahrens- und Alterskategorien können als auch als halbsüße oder süße Essige produziert werden. Hierzu wird dem Essig entweder Süßwein zugesetzt, oder ihm wird Traubenmost, dessen Gärung mit neutralem Alkohol weinhaltigen Ursprungs unterbrochen wurde, beigegeben. Bei süßem Essig ist auch der Zusatz von konzentriertem Most und rektifiziertem Traubenmostkonzentrat erlaubt.
Die für diese Verfahren verwendeten Süßweine bzw. Moste müssen aus den Rebsorten Pedro Ximénez oder Moscatel hergestellt worden sein. Entsprechend tragen die Essige die Bezeichnungen Vinagre de Jerez al Pedro Ximénez oder Vinagre de Jerez al Moscatel.

## Eigenschaften
Vinagre de Jerez ist altgold- bis mahagonifarben und hat ein dichte und ölige Struktur. Er hat ein intensives und leicht alkoholisches Aroma mit dominanten Wein- und Holznoten.
Der Restalkoholgehalt beträgt maximal 3 Volumenprozent, bei den süßen oder halbsüßen Essigen maximal 4 Volumenprozent. Der Gesamtgehalt an Essigsäure muss mindestens 70 g/l bzw. 60 g/l bei den süßen bzw. halbsüßen Essigen betragen. Für Essige mit der Bezeichnung Gran Reserva ist ein Mindestgehalt von 80 Gramm Essigsäure pro Liter vorgeschrieben. Der Sulfatgehalt darf 3,5 g/l nicht überschreiten.
Der Mindestgehalt an Extraktstoff beträgt bei halbsüßem Essig 60 g/l, bei süßem Essig 150 g/l.

## Kennzeichnung und Handel
Das Abfüllen des Vinagre de Jerez kann bei den im Verzeichnis der Bodegas de Crianza y Expedición de Vinagres registrierten Unternehmen erfolgen. Alternativ können hierfür zugelassene Unternehmen innerhalb oder außerhalb des Erzeugungsgebiets die Abfüllung übernehmen.
Auf den Etiketten der Verkaufsbehälter müssen die geschützte Ursprungsbezeichnung Vinagre de Jerez sowie die Art des Essigs angegeben sein.